# Pollex spina
Pollex spina là một loài bướm đêm thuộc họ Erebidae. Loài này có ở miền nam Bali.
Sải cánh dài 10–11 mm. 